# Tram STEL serie 60-69

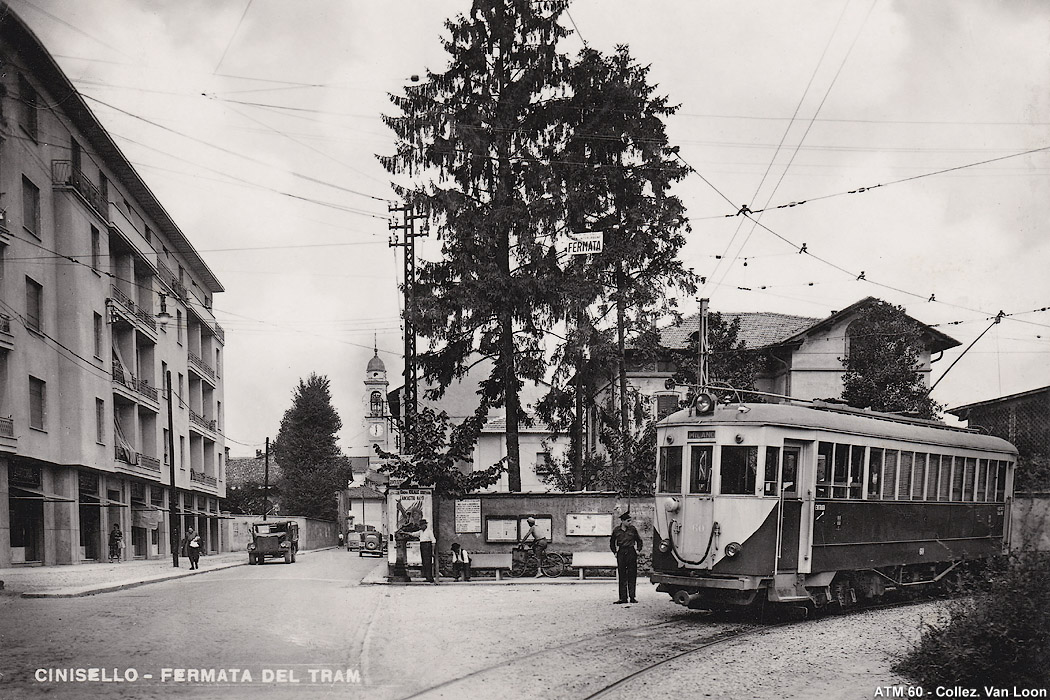
Vettura n. 60 dopo la ricostruzione della cassa, ripresa al capolinea di Cinisello della tranvia per Milano

Le elettromotrici serie 60 ÷ 69 furono una serie di vetture tranviarie che la STEL pose in servizio nel 1923, per il potenziamento dei collegamenti sulla linea Milano-Monza.

## Storia
Dopo la prima guerra mondiale, il parco rotabile delle tranvie interurbane milanesi a trazione elettrica necessitava di essere rinforzato con ulteriori mezzi di concezione più moderna.
La STEL, subentrata alla Edison nell'esercizio della rete nel 1919, ordinò alla Breda la costruzione di 10 vetture, che vennero consegnate nel 1923, e assunsero i numeri da 60 a 69.
Le nuove elettromotrici riprendevano le caratteristiche delle vetture d'anteguerra (come le "Abbiategrasso"); mantenendo ad esempio il rodiggio (A1)(1A) ad aderenza parziale e la cassa in legno.
Inizialmente, le "Breda" vennero poste in servizio sulla linea Milano-Monza, dove effettuavano i servizi locali; dal 1935, sostituite dalle più moderne elettromotrici della serie 110 ÷ 115, alcune unità furono degradate a servizi di minore importanza, sulle linee Monza-Carate e Sesto-Monza via San Fruttuoso; vennero anche utilizzate sui collegamenti suburbani per Bruzzano e per Crescenzago. Nel 1936, in seguito all'arrivo delle 116 ÷ 123, le unità rimaste sulla Milano-Monza vennero trasferite sulle linee Seregno-Carate e Seregno-Giussano.
Nel 1939 le vetture entrarono nel parco ATM, mantenendo la stessa numerazione, e nel 1948 risultavano ancora tutte in servizio.
Secondo una statistica del 19 gennaio 1957, tutte le 10 unità erano in servizio, distribuite fra i depositi di Desio, Milano Farini, Milano Spontini, Monza Borgazzi e Varedo. Tra il 1955 e il 1960 a tutte le unità fu ricostruita la cassa.
Nel 1960 l'unità 62 venne trasformata con equipaggiamento bitensione, così da poter operare anche sulle linee dell'Adda (Milano-Vaprio con diramazione Villa Fornaci-Cassano, e Milano-Vimercate). Le unità non trasformate vennero usate sulla Milano-Corsico fino alla sua chiusura nel 1966.
L'unità 62 prestò servizio sino al 1973, quando, in seguito all'integrazione della "linea celere" Milano-Gorgonzola nella linea 2 della metropolitana, si erano resi disponibili i mezzi bitensione operanti su quella linea.

## Livree
Le vetture entrarono in servizio nella livrea bianco gesso tipica dei mezzi STEL. Con il passaggio all'ATM, le vetture assunsero una colorazione a due toni di verde, simile a quella dei tram urbani, ma con un caratteristico disegno frontale "a scudo".